# All on Account of a Portrait
All on Account of a Portrait è un cortometraggio muto del 1913 diretto da C.J. Williams. Sceneggiato da Mark Swan e prodotto dalla Edison Company, il film aveva come interpreti Ben F. Wilson, Mary Fuller, Frank A. Lyons, Yale Boss, Gertrude McCoy.

## Trama
John e Jessie rompono il loro fidanzamento e lei gli restituisce tutti i regali. La causa della rottura è banale, ma tra i due sembra anche irreparabile. Entrambi adesso sono molto infelici, in particolare John, che si sente in qualche modo più in colpa. L'occasione per incontrarsi di nuovo viene loro data dal matrimonio di una coppia di amici di cui John è testimone dello sposo e Jessie la damigella della sposa. Dopo la cerimonia, lo sposo invita John nella sua tenuta di campagna, mentre la sposa estende l'invito anche a Jessie. Arrivati alla casa di campagna, i due vengono scambiati per la coppia appena sposata dai vicini che, festosi, li accolgono con una doccia di riso. L'atteggiamento gelido di Jessie si scioglie e lei decide che i capelli e gli occhi di John sono davvero molto belli.

## Produzione
Il film fu prodotto dalla Edison Company.

## Distribuzione
Distribuito dalla General Film Company, il film - un cortometraggio in una bobina - uscì nelle sale cinematografiche statunitensi il 2 luglio 1913.